# 堀新太郎
堀 新太郎（ほり しんたろう、1948年 - ）は日本の経営コンサルタント。ベインキャピタル・ジャパン シニアアドバイザー。UCC上島珈琲株式会社 元監査役。

## 略歴
東京都生まれ。早稲田大学理工学部工業経営学科卒業。マサチューセッツ工科大学（MIT）経営科学修士。
マッキンゼー・アンド・カンパニー パートナー、ビジネス デベロップメント アソシエーツ代表、UCC上島珈琲株式会社取締役副社長、ベイン・アンド・カンパニー日本代表、ベインキャピタル・ジャパン会長を務めた後に現職。
二男一女の父。父方の祖父は日産自動車の共同設立人の一人、母方の祖父は貴族院議員。
東京都渋谷区松濤在住。